# NGC 1178
NGC 1178 је појединачна звезда у сазвежђу Персеј која се налази на NGC листи објеката дубоког неба.
Деклинација објекта је + 42° 18' 51" а ректасцензија 3h 4m 38,7s. Привидна величина (магнитуда) објекта NGC 1178 износи 14,6 а фотографска магнитуда 13,8.